# Phylica natalensis
Phylica natalensis är en brakvedsväxtart som beskrevs av Neville Stuart Pillans. Phylica natalensis ingår i släktet Phylica och familjen brakvedsväxter. Inga underarter finns listade i Catalogue of Life.